# Franc Pasterk

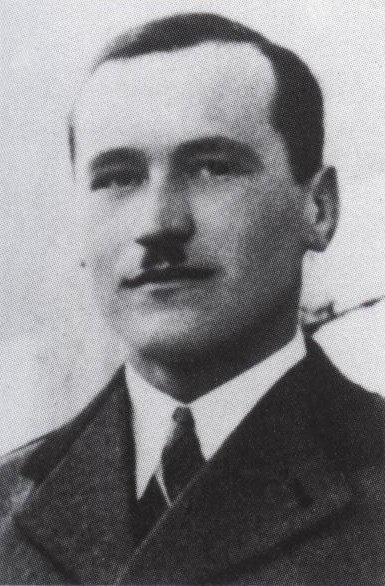
Franc Pasterk

Franc Pasterk (Kampfname: Lenart) (* 12. März 1912 in Lobnig, Eisenkappel-Vellach, Österreich; † 6. April 1943 in Mežica) war ein slowenischer Freiheitskämpfer und Volksheld.

## Leben
Franc Pasterk wurde auf einem Bergbauernhof in Lobnig bei Eisenkappel geboren. Im August 1940 wurde er zur deutschen Wehrmacht eingezogen und diente in einer Gebirgsjäger-Einheit. Im Oktober 1942 desertierte er und schloss sich den slowenischen Partisanen an.
Franc Pasterk Lenart fiel im April 1943 als Kommandant einer Partisaneneinheit bei einer Aktion in Dorf Mežica. Er wurde postum am 27. November 1953 mit dem jugoslawischen Orden des Volkshelden ausgezeichnet.

## Gedenken
- Bad Eisenkappel: Gedenktafel für Franc Pasterk Lenart am Friedhof Bad Eisenkappel/Železna Kapla[4]
- Maribor: Im Stadtbezirk Koroška vrata wurde 1951 die Pasterkova ulica nach Franc Pasterk benannt.[5][6]
- Mežica: Im Park vor dem Volkshaus (Narodni dom) wurde 1983 eine von Stojan Batič gestaltete Bronzebüste errichtet.[7]